# Harpe du Trinity College

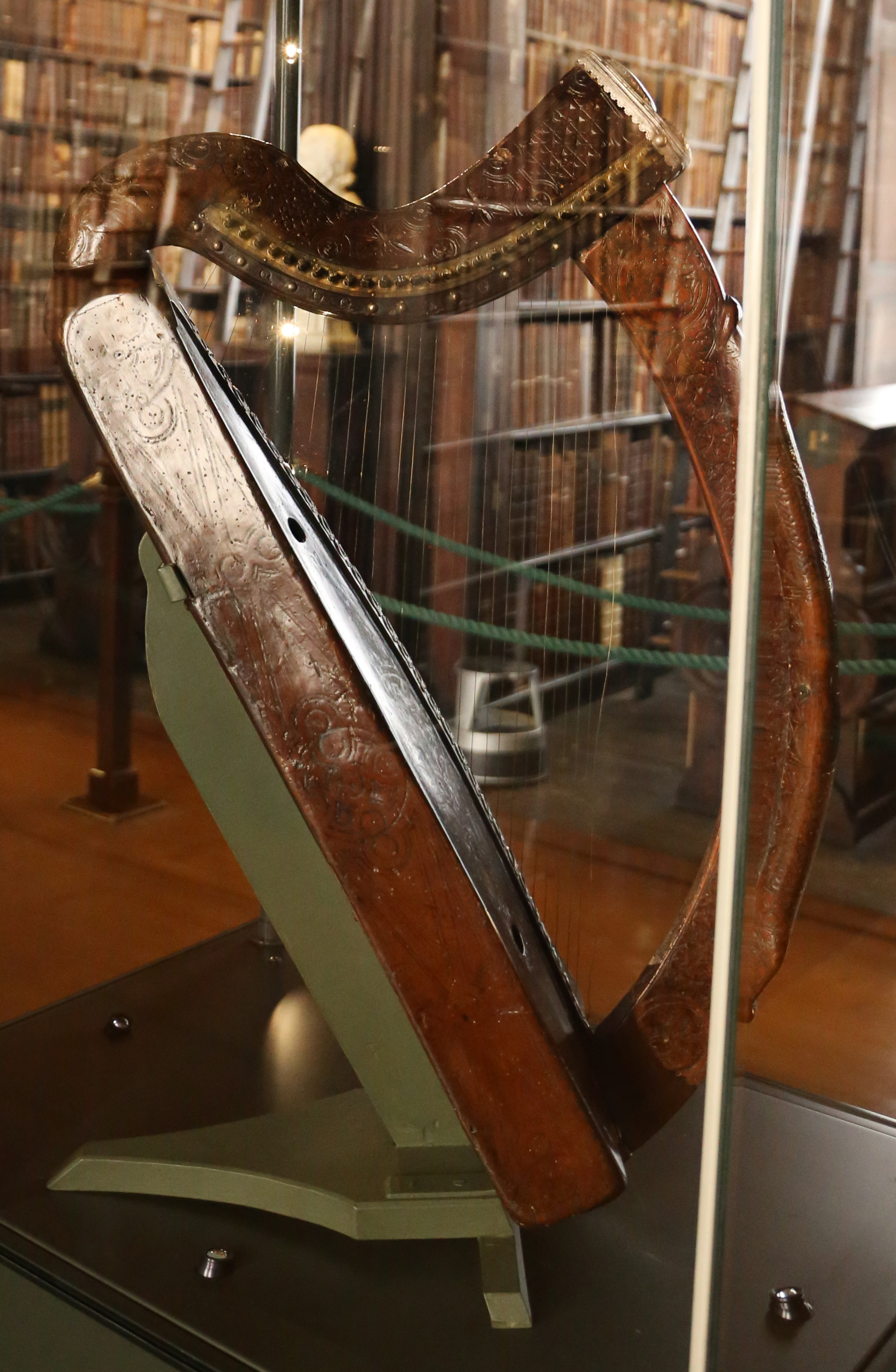
Harpe du Trinity College

La harpe du Trinity College, appelée aussi harpe de Brian Boru, est un instrument médiéval exposé au Trinity College de Dublin. Elle date du XIVe ou XVe siècle. Avec la harpe de la Reine Marie (Queen Mary Harp) et la harpe de Lamont (Lamont Harp), c’est l'une des trois seules harpes gaéliques qui nous soient parvenues.

## Origine et histoire

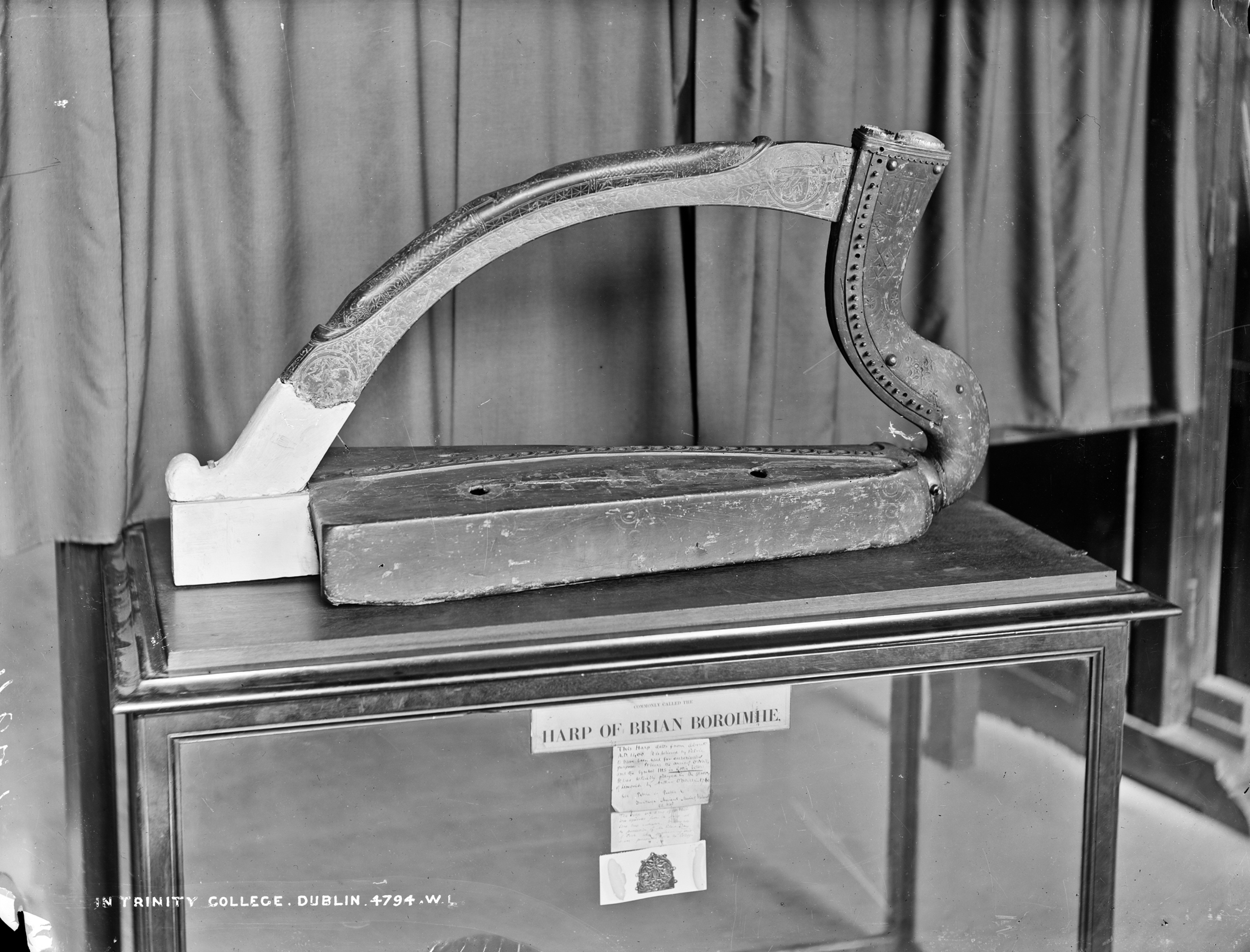
La harpe, avant 1914.

On ne sait pas avec précision qui a conçu cette harpe. Sa structure est similaire à celle de la harpe de la Reine Marie en Écosse. Il est probable qu’elle ait été faite pour un membre d’une importante famille, car elle est d’excellente facture et très ornementée.
Sa relation avec le haut roi d’Irlande Brian Boru n’a pas de fondement historique. Il existe de multiples hypothèses autour des propriétaires successifs de cette harpe, mais aucune ne peut être assurée avant ces 2 ou 3 derniers siècles. La harpe a appartenu à Henry McMahon, du comté de Clare, et finalement aboutit chez William Conyngham, qui la présente au Trinity College de Dublin en 1760.
Les trois harpes gaéliques qui nous sont parvenues sont réputées avoir été fabriquées à Argyll en Écosse au XIVe ou XVe siècle.

## Organologie
Cette harpe comporte des sillets en laiton pour 29 cordes, dont la plus longue mesurait environ 62 cm. Elle comprend des emplacements pour 29 cordes, plus une ajoutée ultérieurement. L’instrument a été exposé à Londres en 1961. Les spécialistes du British Museum l’ont démontée puis reconstruite dans la forme plus large qu’elle a aujourd'hui, proche de la forme médiévale originelle. La forme plus mince résultait d'une mauvaise restauration dans les années 1830.

## La harpe duTrinity Collegedans la culture

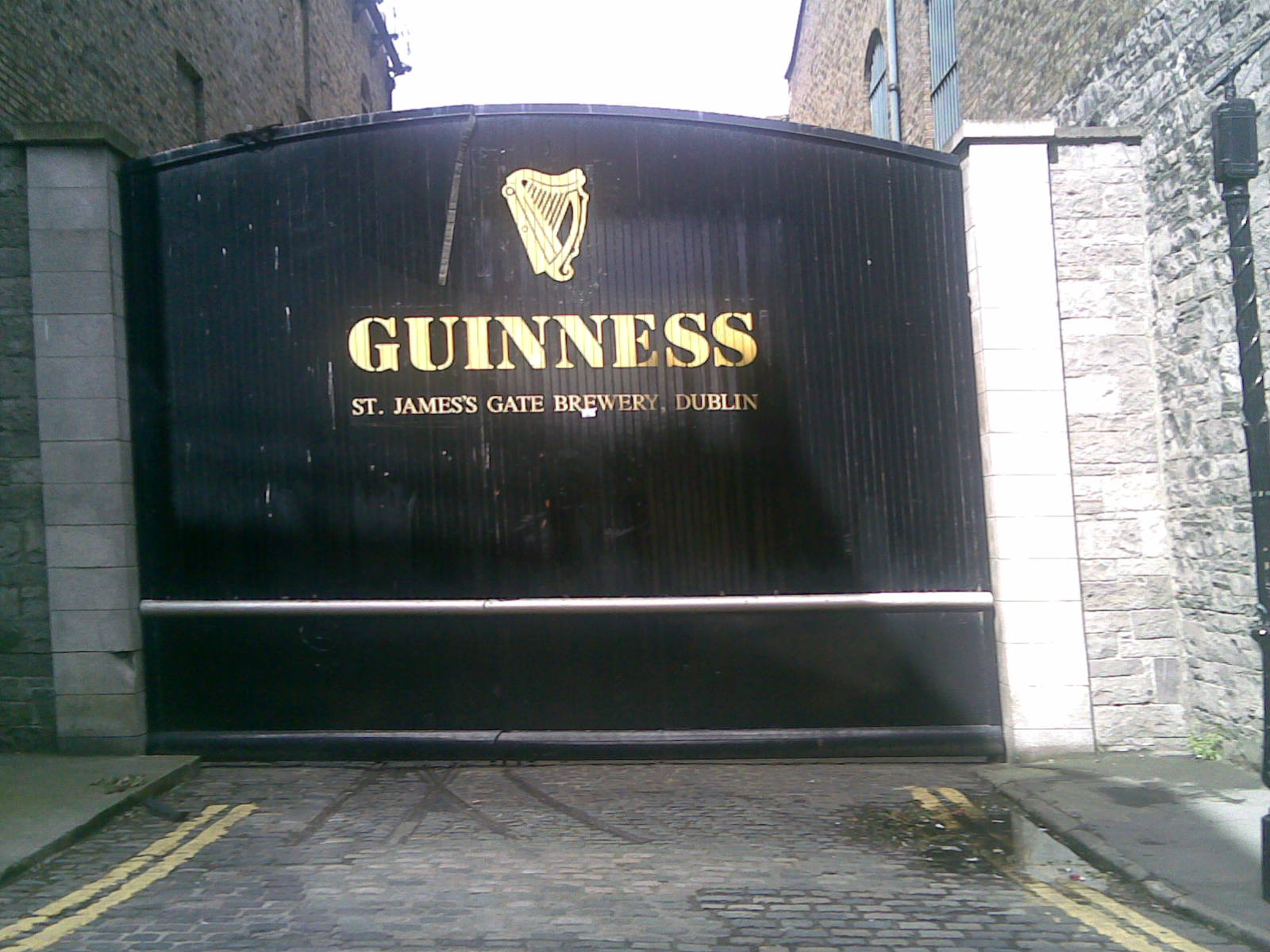
Logo à l'entrée de la brasserie

Cette harpe est le symbole national de l’Irlande et apparaît sur les pièces irlandaises en euro. Une image de cette harpe vue sur le côté gauche est utilisé dans l'héraldique irlandaise depuis 1922, et a été attribué officiellement à l'État par le Chief Herald of Ireland en 1945. 
La marque Guinness utilise pour la promotion de sa célèbre bière noire un dessin stylisé de la harpe vue sur le côté droit depuis 1862, qui a été déposé comme logo en 1876.